# Заходское (платформа)
Захо́дское (до 1948 — Ло́унатйо́ки, фин. Lounatjoki) — пассажирская платформа на Выборгском направлении Санкт-Петербургского отделения Октябрьской железной дороги. Расположена между станциями Каннельярви и Кирилловское.
Имеет 2 разнесённые по сторонам друг от друга платформы. Билетных касс нет. Одноэтажное, построенное из бетонных блоков и выкрашенное в жёлтый цвет здание касс рядом с платформой от Санкт-Петербурга не используется и руинировано. К западу от станции расположено большое садоводство, в котором есть продуктовый магазин. Других торговых точек в окрестностях станции нет. С востока находится небольшой пристанционный посёлок с двумя детскими оздоровительными лагерями (на 2016 год действует только один — «Серебряный ручей», быв. «Факел Ильича»). Часть домов на северо-западной окраине посёлка (район бывшего хутора лесника) не электрифицирована. Осенью 2016 года началось строительство отвода от ЛЭП для организации электроснабжения этого микрорайона.

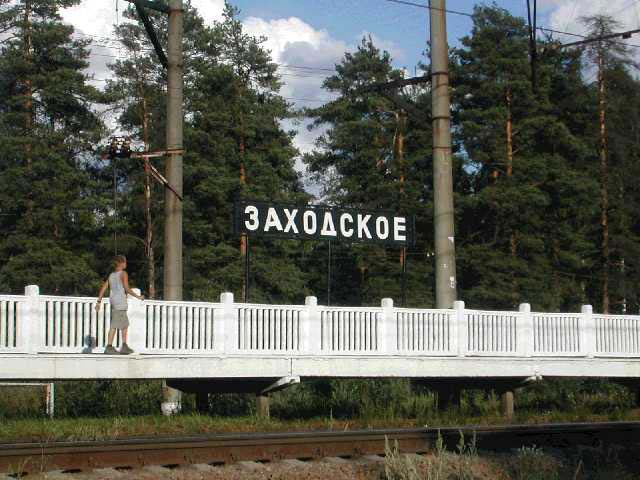
Платформа до реконструкции. 2006 год

Платформа электрифицирована в 1968 году в составе участка Рощино — Кирилловское. Реконструирована под скоростное движение Санкт-Петербург — Хельсинки в 2000-х годах, по сторонам железнодорожного полотна поставлены т. н. «антилосиные сетки», пришедшие в Россию из Финляндии. По обеим сторонам железной дороги сосновый лес, богатый грибами. На станции останавливаются все проходящие через неё пригородные электропоезда, кроме скорых электропоездов Санкт-Петербург — Выборг.
Платформой пользуются дачники, туристы с палатками и велосипедами, следующие транзитом на озера Двойное (Прокурорское) и Большое и Малое Зеленодольские.